# Narodowy rezerwat przyrody Mazák
Narodowy rezerwat przyrody Mazák (cz. Národní přírodní rezervace Mazák) – narodowy rezerwat przyrody w Czechach, w kraju morawsko-śląskim, w powiecie Frydek-Mistek. Znajduje się w masywie Łysej Góry, najwyższego szczytu Beskidu Morawsko-Śląskiego.

## Położenie
Rezerwat obejmuje zachodnie i przyszczytowe stoki Łysej Góry oraz grzbietu, odchodzącego od niej na południe, po Kobylankę. Obejmuje tereny o znacznej rozpiętości wysokościowej. Po stronie wschodniej jego obszar sięga szczytów Łysej Góry (ok. 1315 m n.p.m.) i Kobylanki (ok. 1050 m n.p.m.). Po stronie zachodniej granica rezerwatu schodzi do wysokości 710 m n.p.m. w dolinie potoku Mazák i do 850 m n.p.m. w dolinie jego dopływu, Suchego Potoku. Od strony południowo-zachodniej do NPR Mazák przylega rezerwat przyrody Mazácký Grúnik.
Rezerwat zajmuje 92,91 ha powierzchni w granicach CHKO Beskidy. Po raz pierwszy obszar ten został objęty ochroną prawną 31 grudnia 1933, a w obecnej formie NPR Mazák funkcjonuje od 1956.
Rezerwat chroni zespoły leśne regla dolnego i górnego zbliżone do lasów pierwotnych. W dolnej części rezerwatu dominującym zbiorowiskiem jest żyzna buczyna karpacka, wyżej przechodząca w buczynę kwaśną (Calamagrostio villosae-Fagetum). Powyżej wysokości 800 m n.p.m. przeważający buk ustępuje świerkowi. W mniejszym stopniu występują również jodła, jawor i jesion. Na niewielkich obszarach występuje górska świerczyna paprotkowa (Athyrio alpestris-Piceetum). W najwyższych partiach występuje głównie jarzębina. W runie buczyn występują żywiec gruczołowaty, żywiec bulwkowaty, żywiec dziewięciolistny, przytulia wonna, starzec leśny (Senecio sylvestris), szałwia lepka. Z kolei w świerczynach paprotkowych są to przede wszystkim wietlica alpejska, trzcinnik owłosiony, nerecznica szerokolistna. Ponadto na terenie rezerwatu spotkać można również liczydło górskie, goryczkę trojeściową, jaskra platanolistnego.
Na faunę składają się m.in. salamandra, ropucha szara, żaba trawna, bocian czarny, jastrząb, jarząbek, puchacz, puszczyk, sowa uszata, dzięcioł czarny, dzięcioł trójpalczasty, dzięcioł duży, dzięcioł białogrzbiety, głuszec i ryś.